# Zlatohlav

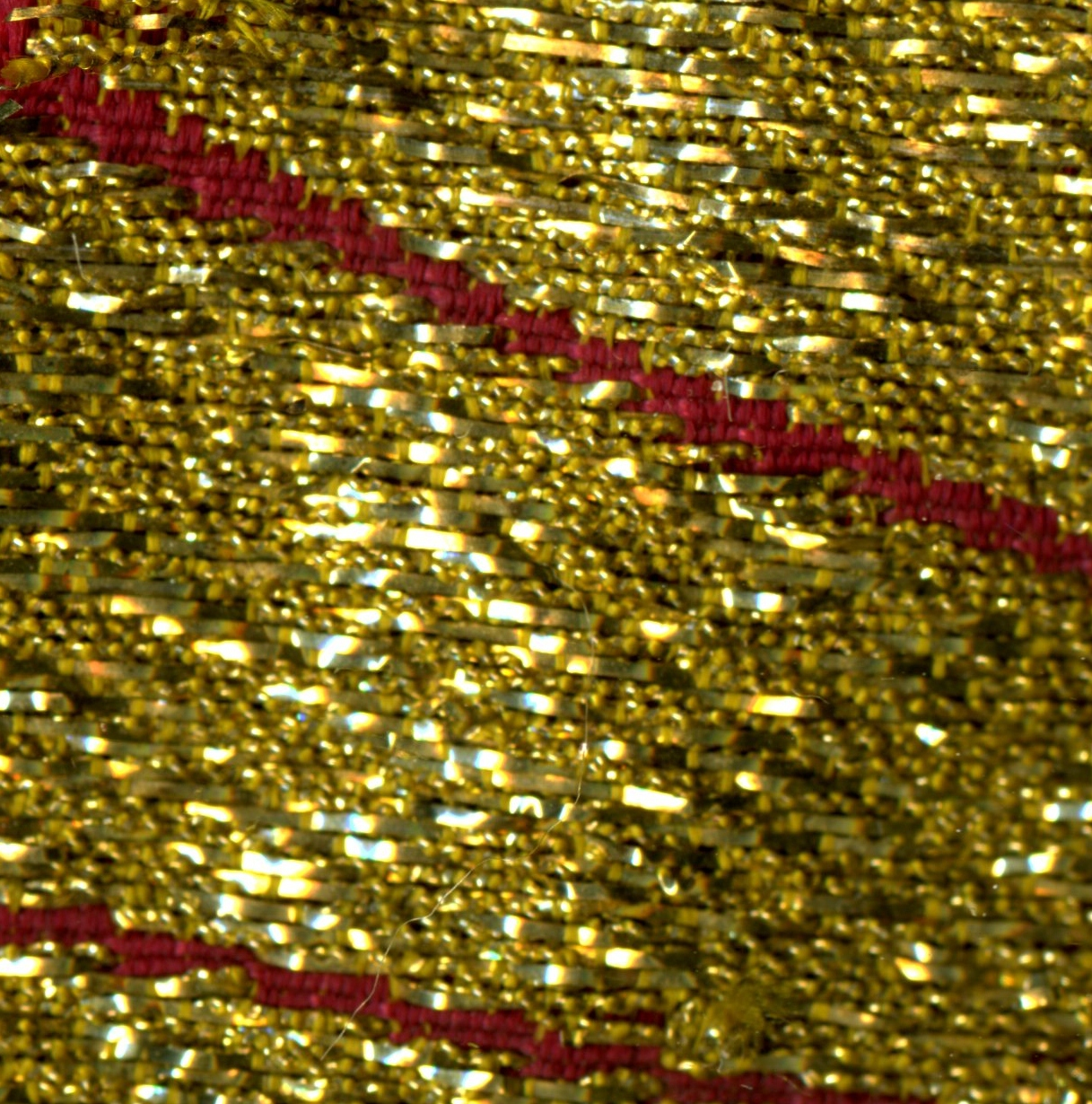
Zlatohlav – detail textury

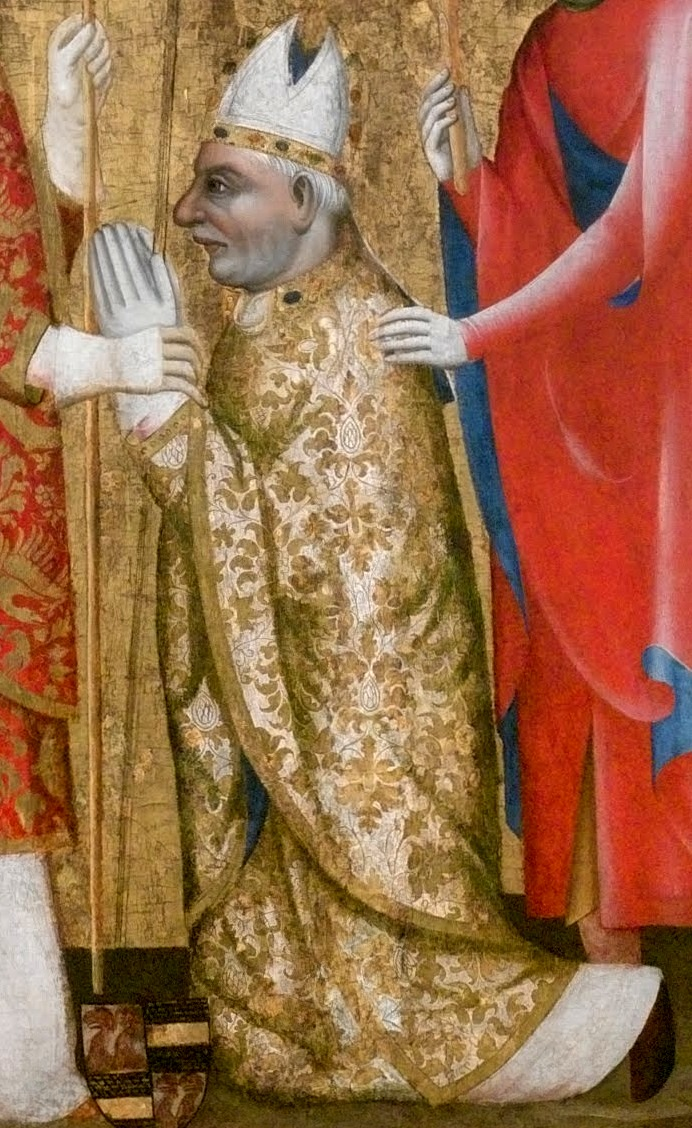
Jan Očko z Vlašimi, votivní deska, 70. léta 14. století

Zlatohlav (latinsky tela aurea, francouzsky toile d'or nebo drap d'or; anglicky Cloth of gold, německy Goldstoff) je historické označení pro drahocennou hedvábnou tkaninu, především středověkou, jejíž základní útek tvoří zlaté vlákno, ovíjené kolem hedvábné duše.

## Historie
Původem pravděpodobně perská výrobní technologie se rozšířila především v byzantském tkalcovství raného středověku, a z něj ve 13.–14. století do jižní Evropy, kde se na tkaní těchto luxusních látek specializovalo jen několik málo italských dílen, a to v toskánském městě Lucca, v Janově a v Benátkách. Se zlatohlavem se obchodovalo v celém Středomoří, zejména v Benátkách, Janově, Palermu či v Marseille. Složitější ornamentální vzory a zdokonalená technologie vedla na přelomu 16. a 17. století k zavedení brokátu. Nelze je navzájem zaměňovat, ani za výšivku zlatem.
Český termín je znám z Klaretova okruhu ze 2. poloviny 14. století. Dále se objevuje často v inventářích chrámových textilií, například Svatovítské katedrály nebo kláštera zbraslavských cisterciáků, také v českých biblických textech Pilát Ježíše bičovav/obleče jej v zlatohlav. Jan Hus kritizuje bohatého člověka, který obláčě sie do zlatohlawu. Termín se objevuje i v textech dalších českých rukopisů, například v Evangeliáři olomouckém, v Jenském kodexu nebo Mandevillově cestopisu. Výkladu termínu se věnoval také Josef Jungmann v Německo-českém slovníku, kde jako německý ekvivalent uvádí Goldstoff a cituje několik příkladů: Oděw dražšj z zlatohlawu. Kniha w zlatohlawu wazaná, a dvě přísloví: Bolí bolest pod zlatohlawem jako pod suknem aneb pod kytlj. Na swini by i zlatohlaw wstrčili, předce swiní zůstane.

## Technologie
Zlaté vlákno zlatohlavu je spirálovité ovíjené kolem hedvábné duše, jeho síla bývá 0,2 až 0,5 milimetru. Osnova může být vlněná. Tkanina může mít různé vazby, nejčastěji saténovou nebo keprovou. Zlatohlav se užíval ve středověku především na paramenta: církevní oděvy a pokrývky, také na královské pláště.
Příklady jsou známy především z deskového malířství doby gotické, například na Wiltonském diptychu z let 1395–1399 má klečící anglický král Richard II. zlatohlavový plášť protkávaný nití s červenou rumělkou. Také na Votivním obraze Jana Očka z Vlašimi má tento biskup vymalovaný zlatohlavový ornát s islámským vzorem (arabeska).

## Galerie

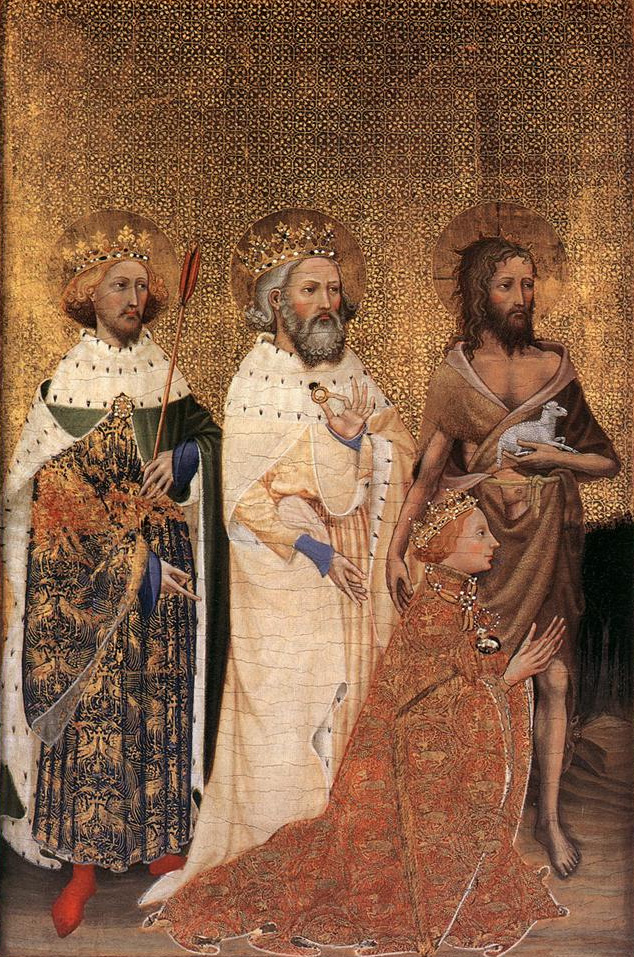
Klečící král Richard II., Wiltonský diptych
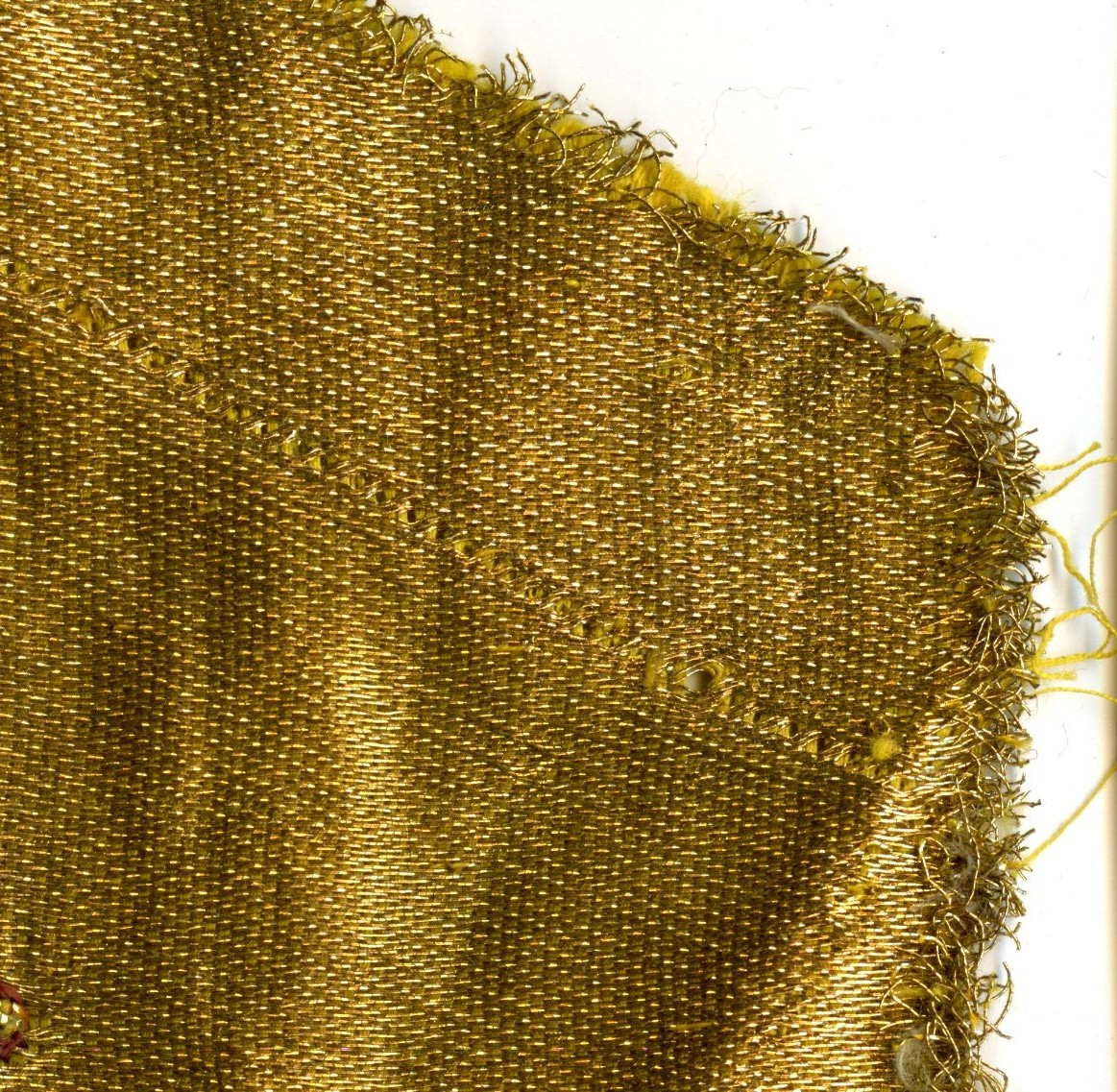
satén – zlatohlav, líc
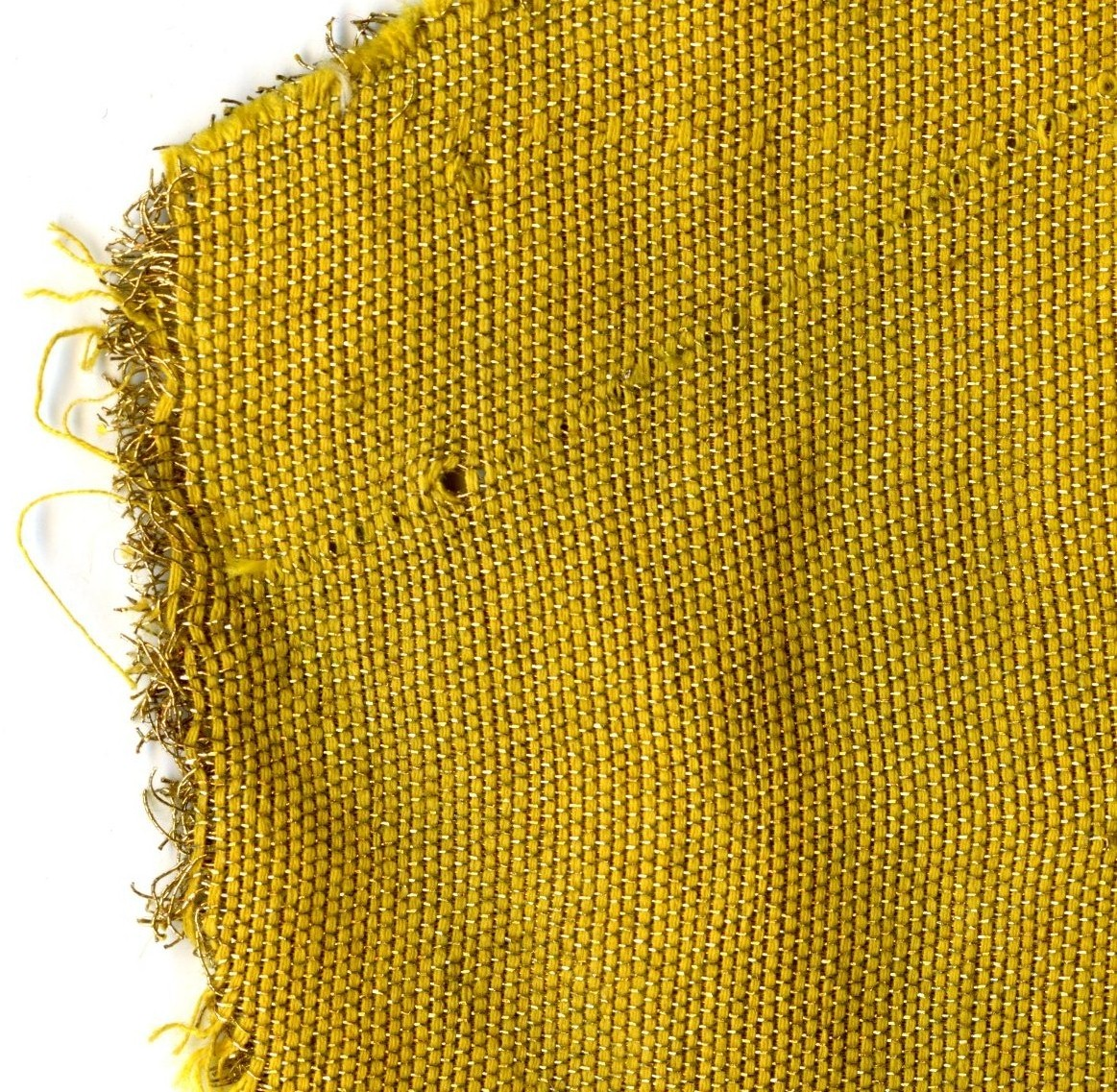
satén – zlatohlav, rub
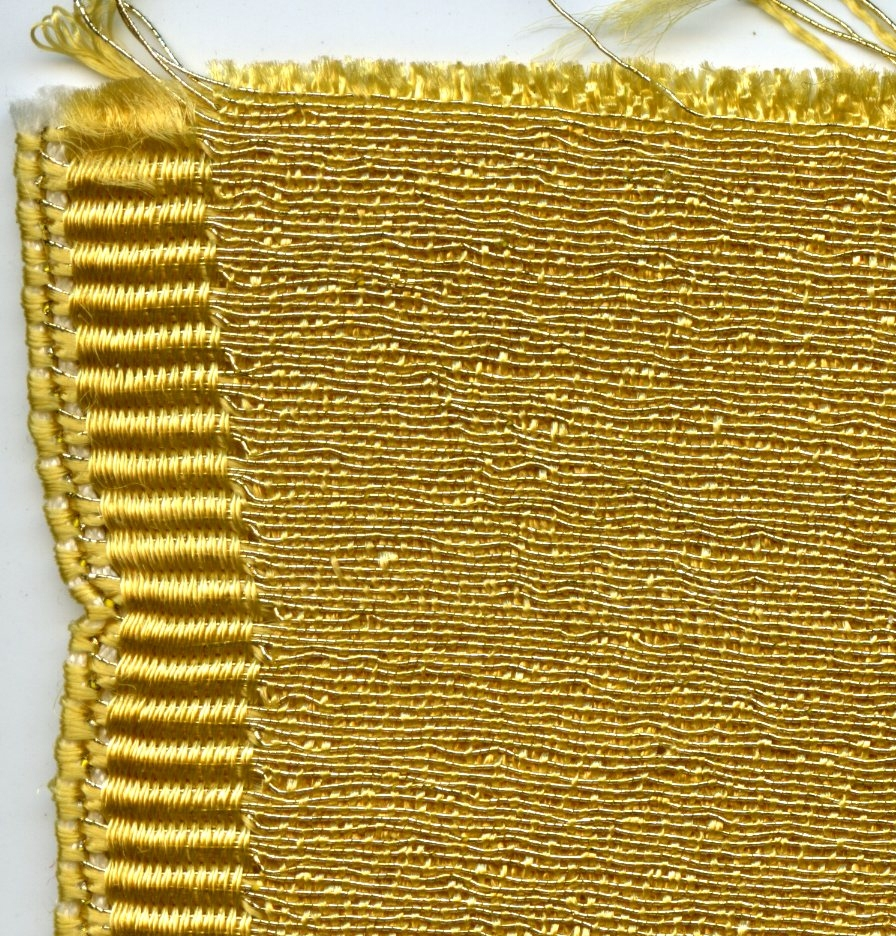
keprová vazba zlatohlavu, líc
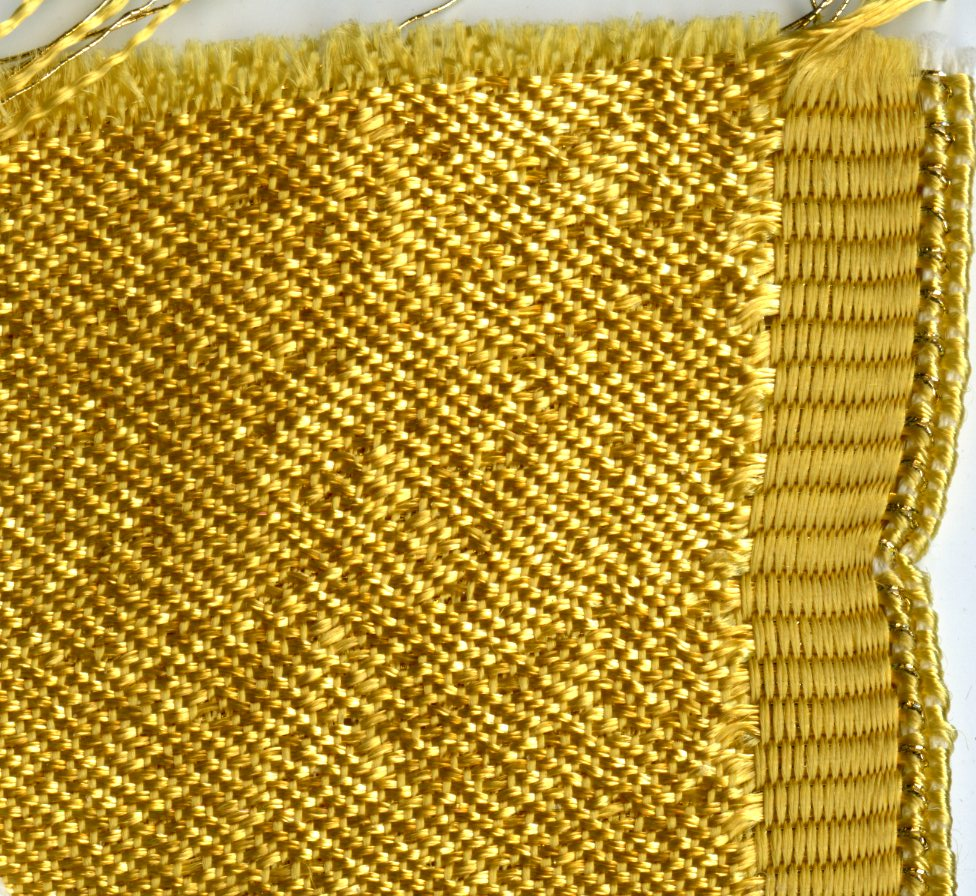
keprová vazba zlatohlavu, rub